# Багаутдинов, Раис Губайдуллович
Раис Губайдуллович Багаутдинов (15 января 1926 — 12 июня 2018) — советский передовик сельскохозяйственного производства, председатель колхоза имени Салавата Стерлитамакского района БАССР. Герой Социалистического Труда (1966).

## Биография
Родился 15 января 1926 года в селе Верхние Услы Стерлитамакского кантона Башкирской АССР в крестьянской семье.
С 1942 года в период Великой Отечественной войны, в возрасте пятнадцати лет, обучаясь в школе одновременно начал свою трудовую деятельность в должности  бригадира второй полеводческой бригады колхоза «Кызыл Байрак». С 1943 года после окончания средней школы был призван в ряды Рабоче-Крестьянской Красной армии и после прохождения военных курсов в запасном полку был направлен для продолжения обучения в Актюбинскую и Криворожскую школу пилотов, после окончания школы пилотов проходил обучение в Чугуевском авиационном училище. После войны служил офицером в частя Военно-Воздушных Сил СССР. С 1950 года по состоянию здоровья был уволен из рядов Советской армии.
С 1950 по 1958 годы работал рядовым колхозником в колхозе «Кызыл Байрак» Стерлитамакского района, участковым агрономом и секретарём партийной организации Услинской машинно-тракторной станции. С 1958 по 1959 года работал  председателем колхоза «Кызыл Байрак». С 1960 года после окончания Высшей партийной школы при ЦК КПСС работал секретарём партийной организации колхоза «Кызыл Байрак».
С 1962 по 1987 годы в течение двадцати пяти лет, Р. Г. Багаутдинов был руководителем колхоза имени Салавата Стерлитамакского района Башкирской АССР.
В 1965 году колхозом был перевыполнен план по выдаче государству зерна на 107,4 процента, на площади 131 гектар выращен урожай картофеля — 107 центнеров с гектара, при плане 5000 центнеров продано государству 7463 центнера картофеля, так же колхоз показал выдающиеся результаты по мясу, молоку и яйцам.
22 марта 1966 года  Указом Президиума Верховного Совета СССР « за достигнутые успехи в развитии животноводства, увеличение производства и заготовок мяса, молока, яиц, шерсти и другой продукции» Раис Губайдуллович Багаутдинов была удостоена звания Героя Социалистического Труда с вручением Ордена Ленина и золотой медали «Серп и Молот».
Помимо основной деятельности занимался и общественно-политической работой: избирался депутатом Стерлитамакского районного Совета народных депутатов, членом бюро Башкирского областного комитета КПСС двух созывов, участник  Всероссийского совещания работников сельского хозяйства, в 1966 году был делегатом XXIII съезда КПСС.
На пенсии жил в Верхних Услах, занимался пчеловодством.
Скончался 12 июня 2018 года на 93-м году жизни.

## Награды
- Медаль «Серп и Молот» (22.03.1966)
- Орден Ленина (22.03.1966; 23.12.1976)
- Орден Октябрьской Революции (08.04.1971)
- Орден Отечественной войны 2-й степени (11.03.1985)
- Орден Дружбы народов (23.02.1981)

### Звание
- Почётный гражданин Стерлитамакского района (1999)
- Заслуженный зоотехник Башкирской АССР (1980)
- Почётная грамота Республики Башкортостан»[5]